# Ramón Adán de Yarza
Ramón Adán de Yarza y de la Torre Lequerica (Bilbao, 5 de junio de 1848-Mondragón, 25 de enero de 1917) fue un destacado geólogo vasco del siglo XIX y principios del XX, y uno de los precursores de la espeleología científica en España. Adán de Yarza fue uno de los principales petrógrafos de su tiempo a nivel europeo y, aun hoy, sus trabajos geológicos son citados de forma profusa y se mantienen vigentes en gran medida. 

## Inicios

Blasón de la familia Adán de Yarza

A pesar de haber nacido en Bilbao, pertenecía a un antiguo linaje de Lequeitio, procedente del Palacio de Zubieta. De su familia heredó el interés por las Ciencias Naturales (su bisabuelo ya se interesó por la geología; su padre fue el introductor del Pinus insignis en Vizcaya; su hermano extendió su cultivo...). Tras cursar el bachiller en Bilbao, ingresó en 1866 en la Escuela de Ingenieros de Minas de Madrid, estudios que finalizó en 1871. Nada más comenzar a trabajar en Vizcaya estalló la II Guerra Carlista, donde desde el bando liberal participó en el sitio de Bilbao.

## Profesión y afición

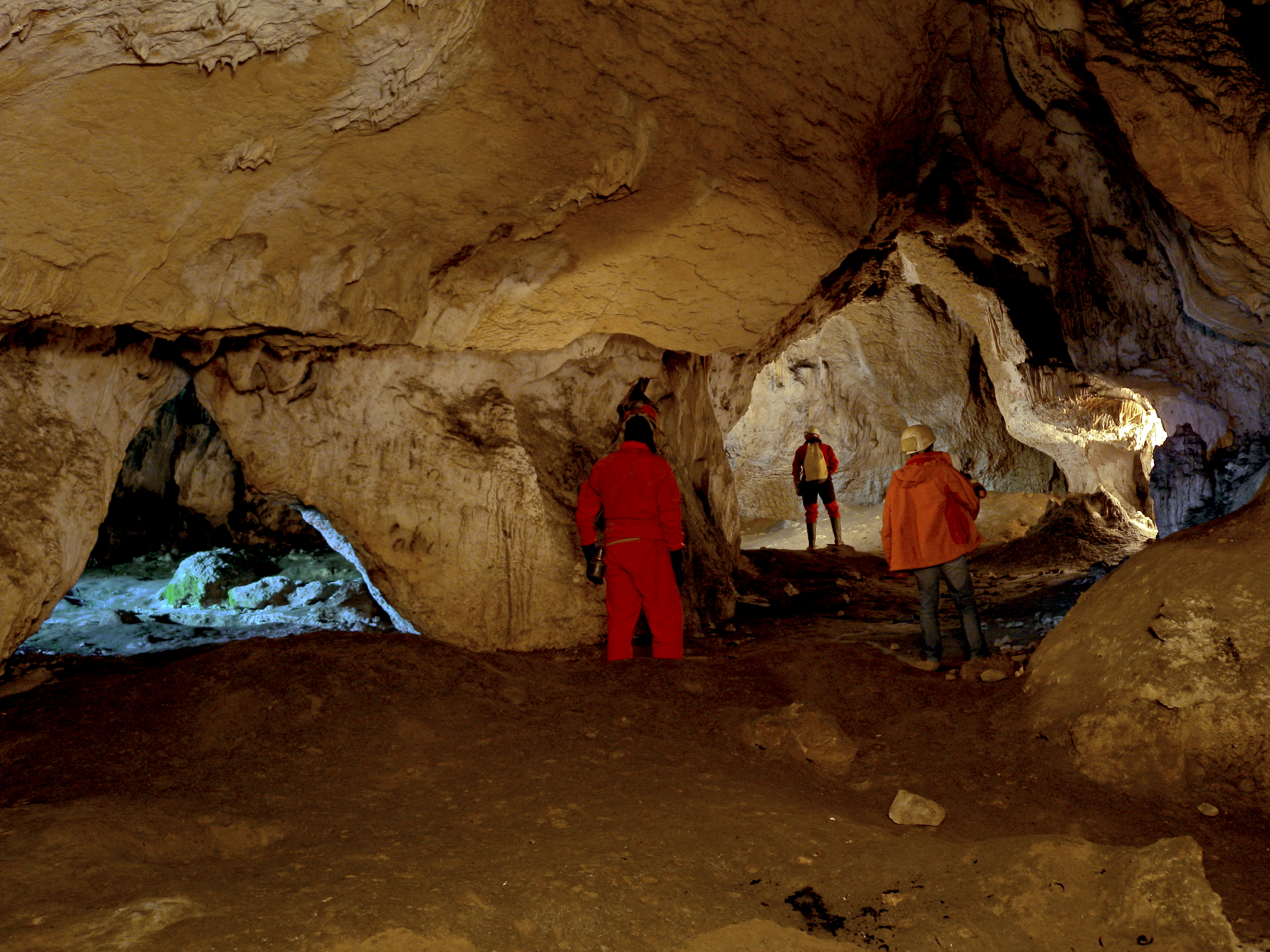
Entrada inferior de la cueva de Atxurra, abierta artificialmente en 1882.

Tras la guerra, reanudó su labor como ingeniero de minas; paralelamente, de modo amateur, se dedicó a realizar investigaciones geológicas por su cuenta. Comenzó a publicar los resultados de las mismas en las revistas de la Real Sociedad Española de Historia Natural y de la Comisión del Mapa Geológico de España; y el año 1873 recibió del director de esta última el encargo de realizar los estudios correspondientes en las Provincias Vascongadas. Los estudios geológicos y petrográficos de Adán de Yarza superaron todas las investigaciones que otros autores habían realizado con anterioridad –limitadas al aspecto industrial- y aún siguen vigentes en gran medida.
Sabemos, asimismo, que a finales del siglo XIX Ramón Adán de Yarza se dedicó a la exploración de cavernas, sobre todo en su comarca de origen (Lea-Artibai). Por ejemplo, él fue (junto con su cuñado José María Solano Eulate) quien realizó en 1882 la primera inspección científica de la recién descubierta cueva de Atxurra. De hecho, Adán de Yarza es considerado uno de los precursores de la espeleología científica en Vizcaya, junto con sus compañeros Perea y Zuricalday, Mazarredo y Uhagon; por ser en aquella época una actividad reservada a las clases altas,  la continuación de sus trabajos debió esperar hasta mediados del siglo XX, cuando la bonanza económica favoreció la creación de los modernos grupos de espeleología.
Alternando su trabajo con su afición, Ramón Adán de Yarza vio crecer su prestigio como especialista, y fue frecuente que se le consultara como experto en problemas geológicos de diversa índole (sondeo hidrológico del Mentirón, aguas del balneario de Cestona...). Esta fama fue decisiva para que en 1896 lo nombraran Jefe de Ingenieros de Minas de Vizcaya.

## Petrografia

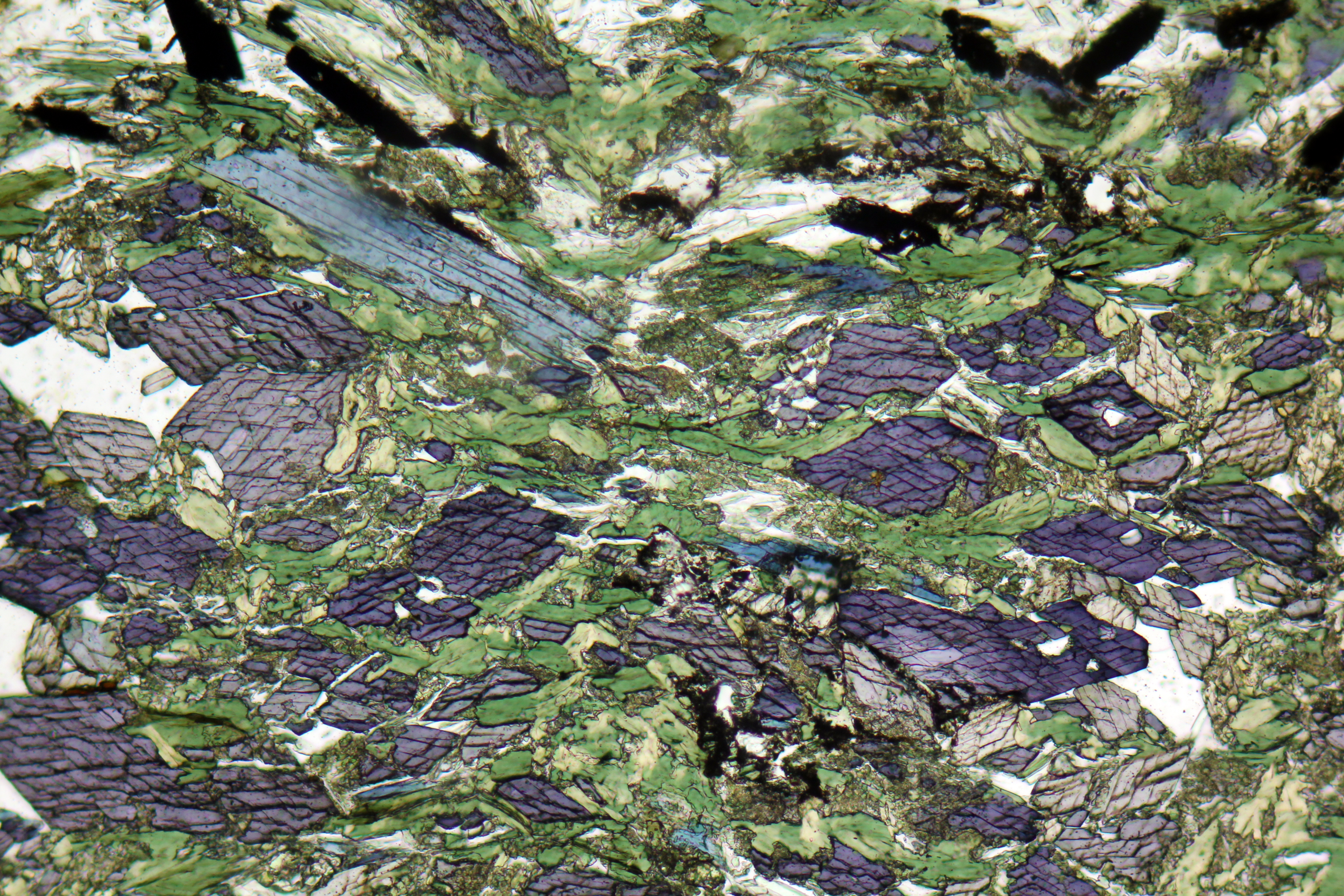
Glaucofana (azul) y clorita (verde). Ejemplo del análisis petrográfico de un esquisto.

Su área de investigación predilecta fue la petrografía: destacó en el análisis de las rocas eruptivas, realizó el mapa petrográfico de Vizcaya, descubrió el mineral denominado fortunita en Murcia... Investigó la influencia que los componentes de las diversas rocas tenían en la composición del suelo, tema éste que preocupaba a los gobernantes de la época; así, por encargo de la Diputación de Guipúzcoa, analizó la geología agrícola de la provincia, determinando el tipo de cultivo idóneo para cada zona.

## Divulgación y docencia
Una característica de Ramón Adán de Yarza fue su interés en divulgar los resultados de las investigaciones. Publicó artículos-síntesis en revistas dirigidas al público lego; impartió conferencias... aspecto éste que llamó la atención del mundo académico; así, en 1905 aceptó una Cátedra de Geología y Yacimientos Minerales en Madrid, donde fue profesor hasta 1910, año en que volvió al País Vasco al ser nombrado inspector general de Minas. Ese mismo año participaría en el Congreso Internacional de Geología de Estocolmo; entre los 400 congresistas que acudieron de todo el mundo, Adán de Yarza fue uno de los nueve representantes de España.

## Final
En 1915 se retiró de la ingeniería de minas, para administrar sus tierras en Lequeitio y Mondragón; en ellas se dedicó a mejorar su rendimiento forestal y agrícola. Falleció de pulmonía en 1917, en su casa de Mondragón, cuando contaba 68 años de edad.

## Trivia
- Aparte de su especialidad, Ramón Adán de Yarza mostró interés por otras áreas de conocimiento. Un ejemplo de ello es el artículo de 1880 titulado Un dolmen de Zaldivia. Consideraciones sobre las sepulturas megalíticas del País Vascongado,[10] o el descubrimiento de una especie extinta de Cassiope en Salinas de Léniz, mientras visitaba las obras de la carretera de Arlaban (y que Mariano Vidal denominó Glauconia A. Yarzae).[3]
- Ramón Adán de Yarza es el tatarabuelo de la presentadora de televisión Tania Llasera.[11]